# Nikeisha Andersson
Maria Nikeisha Andersson, född den 24 augusti 1992 i Stockholm, är en svensk filmregissör, manusförfattare, filmproducent och filmklippare.

## Biografi
Nikeisha Andersson är av svensk och västindisk härkomst. Hon är född och uppvuxen i Stockholm med sin ensamstående mor. Hon gick det naturvetenskapliga programmet på Internationella Engelska Gymnasiet Södermalm och medieprogrammet på Cybergymnasiet med examen 2011.
Andersson började intressera sig för att arbeta med film som terapi efter ett uppmärksammat brottmål, då hennes unga moster hittats mördad av en tidigare polis år 2001. Hon började då experimentera med klippning och mixning av musikvideor på You Tube.
Vid 16 års ålder blev hon kontaktad av Sony Music efter att ha väckt uppmärksamhet med ett filmarrangemang av en flashmob till Shakiras VM-låt "Waka Waka (This Time for Africa)" på Sergels torg i Stockholm. Andersson arbetade på Sony Music i två år tills hon var 18 år och följde under denna tid bland andra Tove Styrke och Darin på turnéer där hon filmade bakom scen. Hon arbetade sedan för PR-byrån Jung Relations där hon bland annat hann få fem nomineringar i den prestigefulla tävlingen Sabre Awards.
2011 startade Andersson det egna produktionsbolaget Nikeisha Andersson Film (NAF) och har sedan dess producerat mer än 100 musikvideor åt ett flertal svenska och amerikanska artister, däribland Sabina Ddumba, Zara Larsson och Erik Saade, samt samarbetat med UEFA, schlager-bolaget Lionheart Music Group, Loka, Nöjesguiden, Pernod Ricard, Warner Music, MTG, SVT, med flera.
I december 2017 hade hennes första – guldbaggenominerade – långfilm, Para knas, biografpremiär med Andersson som manusförfattare och regissör.
I mars 2019 gav hon ut den självbiografiska romanen Jag önskar att jag aldrig hade blivit född (2019, Mondial förlag).